# Gnamptoloma aria
Gnamptoloma aria är en fjärilsart som beskrevs av Louis Beethoven Prout 1938. Gnamptoloma aria ingår i släktet Gnamptoloma och familjen mätare. Inga underarter finns listade i Catalogue of Life.